# Werner-von-Siemens-Denkmal (Berlin)

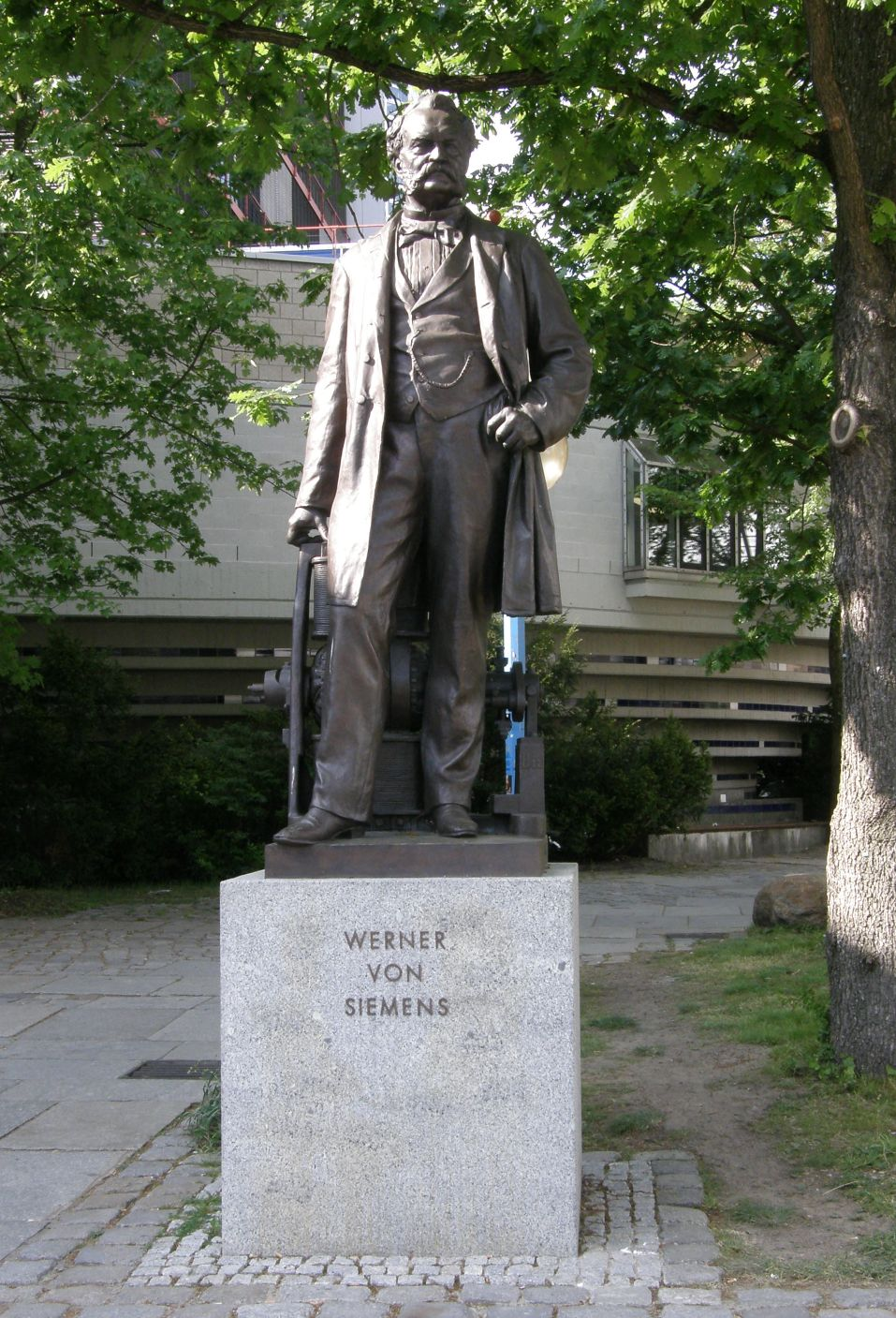
Werner-von-Siemens-Denkmal

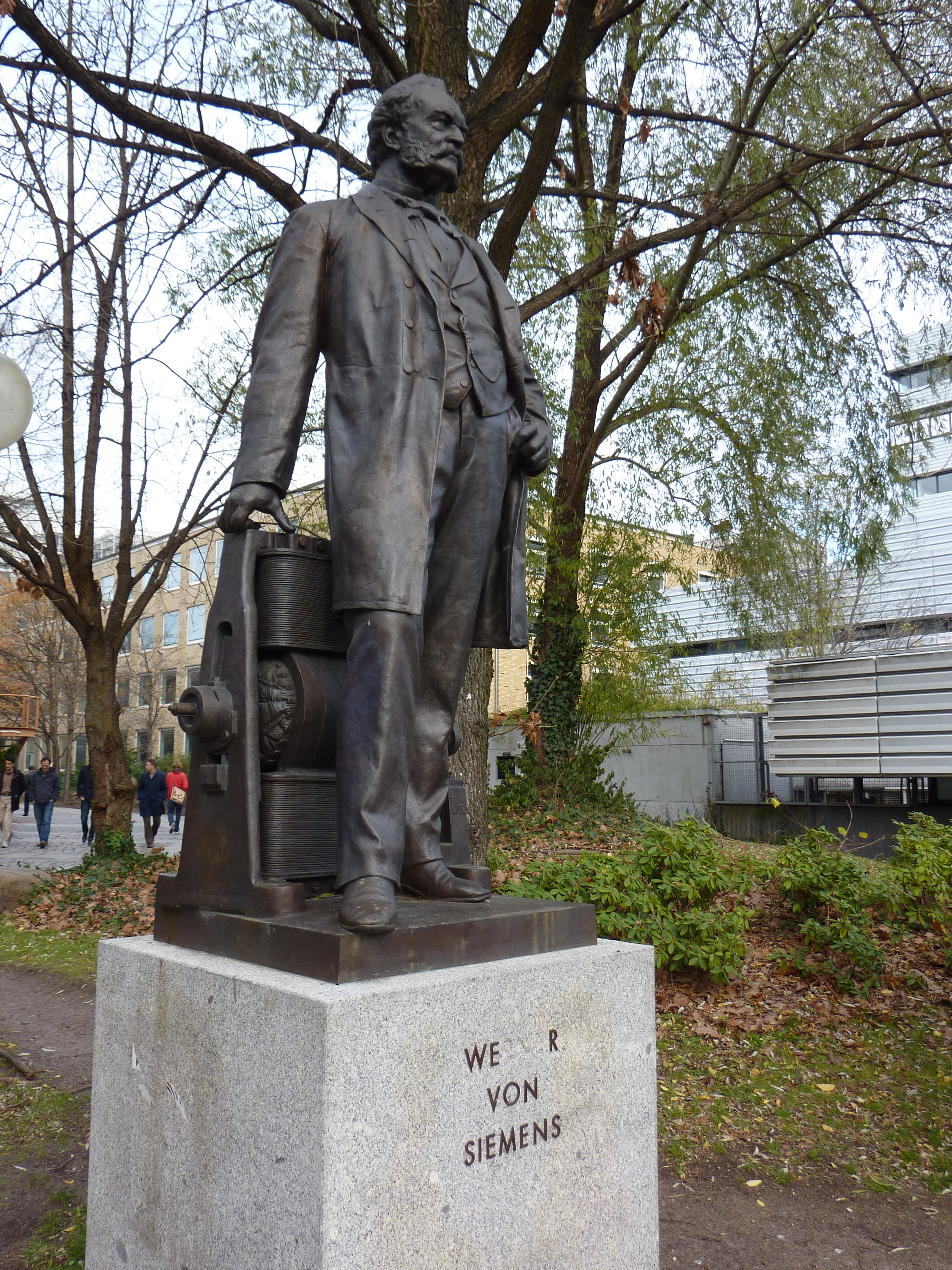
Seitenansicht des Denkmals

Das Werner-von-Siemens-Denkmal ist ein auf einem Sockel stehendes Bronzestandbild des deutschen Erfinders, Elektroingenieurs und Industriellen Werner von Siemens (1816–1892). Es befindet sich vor der Technischen Universität Berlin (TU Berlin) im Berliner Ortsteil Charlottenburg.

## Geschichte
Die Skulptur wurde von dem deutschen Bildhauer Wilhelm Wandschneider im Jahr 1899 geschaffen und am 19. Oktober 1899 eingeweiht. Das Werner-von-Siemens-Denkmal befand sich ursprünglich zusammen mit einem Alfred-Krupp-Denkmal in der Auffahrt des alten Hauptgebäudes der Hochschule (heute Technische Universität Berlin), nach einer ersten Umsetzung auf der Gartenseite. Das Gebäude wurde im Zweiten Weltkrieg stark zerstört und nach dem Krieg weitgehend modern wieder aufgebaut. Das Werner-von-Siemens-Denkmal wurde 1953 zunächst vor dem Kraft- und Fernheizwerk aufgestellt und 1966 hinter das Institut für Elektrotechnische Maschinen und Hochspannungstechnik der Technischen Universität Berlin vis-à-vis dem Hauptgebäude der Universität an der Straße des 17. Juni versetzt. Im Jahr 2006 wurde es aufwändig restauriert und die Wiederenthüllung im Oktober 2006 wurde vom damaligen TU-Präsidenten Kurt Kutzler im Beisein vieler Vertreter der Universität, der Firma Siemens und des Vereins Deutscher Ingenieure (VDI) vorgenommen. Mit den Worten „Die Technische Universität ist mit Werner von Siemens auf besondere Weise verbunden“ würdigte Kutzler die enge Verbindung von Werner von Siemens mit der Universität.

## Beschreibung
Die Skulptur von Werner von Siemens wurde in der Gießerei Lauchhammer in Bronze gegossen. Hinter der zeitgenössisch bekleideten, naturnah geschilderten Gestalt des etwa in eineinhalbfacher natürlicher Größe stehenden Unternehmers und Erfinders Werner von Siemens befindet sich ein von ihm zusammen mit Johann Georg Halske entwickelter Dynamo. An der Vorderseite des aus Granit hergestellten, ca. einen Meter hohen, kubischen Sockels ist der Name WERNER / VON / SIEMENS zu lesen. Die Plinthe zeigt rechts die Inschrift WANDSCHNEIDER und auf der Rückseite: geg: Lauchhammer.